# Liste des cours d'eau de la Colombie

Carte de la Colombie montrant les cours d'eau principaux.

Cet article est une liste des cours d'eau en Colombie.

## Par bassin
La Colombie comprend cinq bassins versants :
- le bassin de l'Amazone au sud;
- le bassin de l'Orénoque à l'est;
- le bassin du lac Maracaibo au nord-est;
- la façade Caraïbe au nord;
- la façade Pacifique à l'ouest.

### Océan Atlantique

#### Bassin de l'Amazone

Carte du bassin de l'Amazone en Colombie.

- Amazone
  - Rio Negro ou Río Guainía
    - Río Vaupés ou Rio Uaupés
      - Río Papuri
      - Río Querary

    - Río Içana ou Río Isana
      - Río Cuiari

    - Río Aquio ou caño Aque

  - Río Caquetá ou Rio Japurá
    - Río Apaporís
    - Río Miriti Paraná
    - Río Cahuinari
    - Río Yarí
    - Río Caguán
      - Río Guayas

    - Río Mecaya
    - Río Orteguaza

  - Río Putumayo ou Rio Içá
    - Río Cotuhé
    - Río Igara Paraná
    - Río Cara Paraná
    - Río San Miguel
    - Río Guamuéz

#### Bassin de l'Orénoque

Carte du bassin de l'Orénoque en Colombie.

- Orénoque
  - Río Arauca
  - Río Capanaparo
  - Río Meta
    - Río Casanare
      - Río Ariporo
      - Río Cravo Norte

    - Río Guachiría
    - Río Pauto
    - Río Cravo Sur
    - Río Cusiana
    - Río Manacacías
    - Río Metica
      - Río Guayuriba

  - Río Tomo
  - Río Tuparro
  - Río Vichada
  - Río Guaviare
    - Río Inírida
      - Río Papunáua

    - Río Arriari
      - Río Güejar

    - Río Guayabero
      - Río Duda

#### Lac Maracaibo

Carte du bassin du Lac Maracaibo.

- Río Catatumbo
  - Río Zulia
    - Río Pamplonita

  - Río de Oro
  - Río Sardinata

#### Mer des Caraïbes
- Río Mendihuaca
- Río Ranchería
- Río Fundación
- Río Magdalena
  - Río San Jorge
  - Río Cauca
    - Río Nechi
      - Río Medellín ou Río Porce

    - Río Otún
    - Río La Vieja
      - Río Quindío

    - Río Cali

  - Río Cesar
    - Río Ariguaní
    - Río Guatapurí

  - Río Lebrija
  - Río Sogamoso
    - Río Chicamocha
    - Río Suárez

  - Río Opón
  - Río Carare
  - Río Nare
  - Río Negro
  - Río Bogotá ou Río Funza
  - Río Sumapaz
  - Río Saldaña
  - Río Cabrera
  - Río Las Ceibas
  - Río Paez
- Río Sinú
- Río Mulatos
- Río Leon

Carte du bassin de la mer des Caraïbes.

- Río Atrato (anciennement Río Choco)
  - Río Salaquí
  - Río Sucio
  - Río Bojayá
  - Río Murrí

### Océan Pacifique
- Río Baudó
- Río San Juan
  - Río Condoto
  - Río Tatamá
  - Río Calima
- Río Dagua
- Río Yurumanguí
- Río Naya

Carte du versant Pacifique, en Colombie.

- Río San Juan de Micay ou Río Micay
- Río Patía
  - Río Telembí
  - Río Guáitara ou Río Carchi
  - Río Mayo
- Río Mira
  - Río Güiza
  - Río San Juan
  - Río Mataje

## Par longueur
Les longueurs et surfaces de bassin indiquées ci-dessous sont les chiffres totaux, y compris hors du territoire colombien. L'Amazone (entre 6 259 et 6 800 km) et l'Orénoque (2 140 km) ne sont pas comptabilisés.
| #  | Nom        | Longueur (km) | Bassin (km2) | Bassin versant |
| -- | ---------- | ------------- | ------------ | -------------- |
| 1  | Magdalena  | 1 550         | 270 000      | Caraïbe        |
| 2  | Guaviare   | 1 350         | 140 000      | Orénoque       |
| 2  | Putumayo   | 1 350         | 54 000       | Amazone        |
| 2  | Cauca      | 1 350         | 63 300       | Caraïbe        |
| 5  | Inírida    | 1 300         |              | Orénoque       |
| 6  | Caquetá    | 1 200         | 200 000      | Amazone        |
| 7  | Meta       | 1 000         | 112 000      | Orénoque       |
| 8  | Apaporís   | 805           |              | Amazone        |
| 9  | Vichada    | 700           | 26 000       | Orénoque       |
| 10 | Vaupés     | 660           | 38 000       | Amazone        |
| 11 | Capanaparo | 650           |              | Orénoque       |
| 12 | Atrato     | 612           | 45 000       | Caraïbe        |
| 13 | Patía      | 400           | 24 000       | Pacifique      |